# Women on Web
Women on Web (WoW) es un servicio de aborto en línea con sede en los Países Bajos para países donde no hay acceso legal al Aborto con medicamentos o aborto farmacológico. El aborto se realiza con mifepristona y misoprostol, en casa, antes de la novena semana de embarazo y los medicamentos se envían por correo después de una consulta en línea con un médico. El servicio fue fundado por la Rebecca Gomperts, una médica holandesa, en 2005.
El objetivo de Women on Web es reducir las muertes y lesiones causadas por abortos inseguros al proporcionar acceso a un aborto telemédico seguro ante embarazos no deseados. 
Un estudio de 2008 publicado en el British Journal of Obstetrics and Gynecology encontró una tasa de " legrado / aspiración al vacío " comparable a las tasas encontradas cuando los mismos medicamentos se administran en un entorno ambulatorio tradicional.

## Aid Access
Debido al temor de que los movimientos estadounidenses contra el aborto apunten a cerrar Women on Web, Women on Web originalmente nunca envió medicamentos para el aborto a los Estados Unidos. Sin embargo, en 2018, a pesar de los continuos temores de reacción violenta, se estableció un servicio separado con el mismo fundador y misión que Women on Web, llamado "Aid Access", para los estadounidenses. A partir del 18 de octubre de 2018, la Dra. Gomperts ya había enviado 600 píldoras abortivas para mujeres a través del Servicio Postal de los EE . UU .
En una entrevista con The Atlantic, la Dra. Gomperts dijo que el servicio era completamente legal y cumple con las reglas de importación personal de la Administración de Drogas y Alimentos .

## Bloqueo del sitio web en España, Arabia Saudi, Irán, Turquía y Corea del Sur
Desde enero de 2020, el sitio web womenonweb.org/es/ está bloqueada en España. Es el único país de Europa que mantiene el bloqueo. La organización internacional Women on Web, apoyada legalmente por Women's Link Worldwide, ha presentado, en enero de 2021, una demanda ante la Audiencia Nacional de España por el bloqueo de su página web.
Los únicos países que han bloqueado la página web de 'Women on Web' son Arabia Saudí, Irán, Turquía, Corea del Sur y España.

### Publicaciones OMS aborto seguro
- Publicaciones de la OMS: aborto seguro